# Donald O'Brien
Donal "Donald" O'Brien (15 de septiembre de 1930 - 27 de abril de 2018) fue un actor de cine y televisión irlandés. En su carrera de casi 40 años, O'Brien apareció en docenas de representaciones teatrales y en más de 60 producciones de cine y televisión.

## Biografía
Hijo de un oficial estadounidense que se retiró a Francia, después de asistir a una escuela de teatro en Dublín obtuvo su primer papel secundario en 1953 en Act of Love de Anatole Litvak . En Italia, en 1960 se inicia una larga trayectoria en la línea de corriente del oeste italiano , principalmente en el papel de "villano", gracias a su destreza física.
En 1980 fue víctima de un accidente que le provocó graves heridas. Más tarde recuperó algunas de sus habilidades motoras y continuó trabajando como actor, pero con papeles limitados.